# Konvex sokszög

Egy konvex sokszög: a szabályos ötszög

Egy konvex sokszög olyan egyszerű sokszög (saját magát nem metsző sokszög) melynek a határán lévő bármely két pontot összekötő egyenes szakasz a sokszög belsejében marad. Más megfogalmazásban olyan egyszerű sokszög, melynek belső része konvex halmaz. A konvex sokszög minden belső szöge kisebb vagy egyenlő 180°-nál, míg a szigorúan konvex sokszög minden belső szöge kisebb 180°-nál.

## Tulajdonságai
Az egyszerű sokszögeknél a következő tulajdonságok mind egyenértékűek a konvexitással:
- Minden belső szög kisebb vagy egyenlő 180 foknál.
- A sokszög minden belső pontján vagy határán lévő bármely két pont közötti egyenes szakasz minden pontja a sokszög belsejében vagy határán marad.
- A sokszöget bármely oldalegyenese által definiált két félsík valamelyike teljesen tartalmazza.
- A sokszög belső pontjai mind a tetszőleges oldal által meghatározott egyenes ugyanazon oldalán fekszenek.
- Bármely csúcs által meghatározott szögön belül fekszik az összes többi csúcs is.
- A sokszög megegyezik éleinek konvex burkával.

A konvex sokszögek további jellemzői közé tartoznak:
- Két konvex sokszög metszete is konvex sokszög.
- Egy konvex sokszög lineáris időben háromszögekre bontható legyezőszerű felosztással, tehát valamely csúcs összes átlójának behúzásával.
- Helly-tétel: tekintsünk legalább három konvex sokszögből álló gyűjteményt. Ekkor, ha közülük bármely három metszete nem üres, akkor a teljes gyűjtemény metszete sem üres.
- Krein–Milman-tétel: egy konvex sokszög megegyezik csúcsainak konvex burkával. Tehát csúcsainak halmaza teljesen meghatározza a sokszöget, kizárólag a csúcsokból teljesen előállítható a teljes konvex sokszög.
- Hipersík-szeparációs tétel: Bármely két, közös ponttal nem rendelkező konvex sokszög közé elválasztó egyenes húzható. Ha a sokszögek zártak és legalább az egyik kompakt, akkor két párhuzamos egyenes is húzható, közöttük réssel.
- Beírt háromszög tulajdonság: a konvex sokszög által tartalmazott háromszögek között létezik egy olyan, maximális területű háromszög, melynek csúcsai az eredeti sokszögnek is csúcsai.[2]
- Köré írt háromszög tulajdonság: minden A területű konvex sokszög köré rajzolható olyan háromszög, melynek területe legfeljebb 2A. Az egyenlőség kizárólag paralelogramma esetén lép föl.[3]
- Beírt/köré írt téglalap tulajdonság: a sík bármely C konvex alakzatába beírható egy olyan r téglalap, hogy az r homotétikus kópiája, R a C köré van írva, és a pozitív homotétikus arány legfeljebb 2 és {\displaystyle 0,5{\text{ × Area}}(R)\leq {\text{Area}}(C)\leq 2{\text{ × Area}}(r)}.[4]
- Egy konvex sokszög átlagos szélessége megegyezik kerületének és a pínek a hányadosával. Tehát szélessége éppen annyi, mint a vele megegyező kerületű kör átmérője.[5]

Minden körbe írt, önmagát nem metsző sokszög konvex. Azonban nem minden konvex sokszög körbe írható.

## Szigorú konvexitás
Az egyszerű sokszögeknél a következő tulajdonságok mind egyenértékűek a szigorú konvexitással:
- Minden belső szög szigorúan kisebb 180 foknál.
- Bármely két belső pont közötti egyenes szakasz, vagy bármely két, a sokszög nem ugyanazon az oldalán fekvő határpont közötti egyenes szakasz a sokszög belsejében fekszik (kivéve esetleg a végpontjait).
- A sokszög bármely oldalára igaz, hogy a sokszög belső pontjai és az oldalon kívül eső határoló pontjai az oldal által meghatározott egyenes ugyanarra az oldalára esik.
- Minden csúcsnál lévő szög a belsejében tartalmazza az összes többi csúcsot (kivéve az adott csúcsot és két szomszédját).

Minden nem elfajult háromszög szigorúan konvex.

## Fordítás
- Ez a szócikk részben vagy egészben a Convex polygon című angol Wikipédia-szócikk ezen változatának fordításán alapul.  Az eredeti cikk szerkesztőit annak laptörténete sorolja fel. Ez a jelzés csupán a megfogalmazás eredetét és a szerzői jogokat jelzi, nem szolgál a cikkben szereplő információk forrásmegjelöléseként.